# Shuangpu (köpinghuvudort i Kina, Zhejiang Sheng, lat 30,12, long 120,12)
Shuangpu är en köpinghuvudort i Kina. Den ligger i provinsen Zhejiang, i den östra delen av landet, omkring 16 kilometer söder om provinshuvudstaden Hangzhou. Antalet invånare är 65 038. Befolkningen består av 31 761 kvinnor och 33 277 män. Barn under 15 år utgör 12,0 %, vuxna 15-64 år 76 %, och äldre över 65 år 10,0 %.
Runt Shuangpu är det mycket tätbefolkat, med 1 463 invånare per kvadratkilometer. Närmaste större samhälle är Puyan, 5,5 km nordost om Shuangpu. I omgivningarna runt Shuangpu växer i huvudsak blandskog.
Genomsnittlig årsnederbörd är 1 869 millimeter. Den regnigaste månaden är juni, med i genomsnitt 328 mm nederbörd, och den torraste är november, med 74 mm nederbörd.